# Kanton Andrésy
Kanton Andrésy (fr. Canton d'Andrésy) je francouzský kanton v departementu Yvelines v regionu Île-de-France. Skládá se ze tří obcí.

## Obce kantonu
- Andrésy
- Chanteloup-les-Vignes
- Maurecourt